# Gewone schoorsteenwesp
De gewone schoorsteenwesp (Odynerus spinipes) is een vliesvleugelig insect uit de familie van de plooivleugelwespen (Vespidae). De wetenschappelijke naam van de soort is gepubliceerd in 1758 door Linnaeus in de tiende editie van Systema naturae.